# Eva Leidmann
Eva Leidmann  (* 23. August 1888 in Burghausen; † 6. Februar 1938 in Berlin) war eine deutsche Schriftstellerin und Drehbuchautorin. Zwei ihrer Romane gehörten zu den Büchern, die bei den Bücherverbrennungen der Nationalsozialisten verbrannt wurden.

## Leben
Eva Leidmann war eine Bauers- und Wirtstochter, sie hatte drei jüngere Geschwister. Den überwiegenden Teil ihrer Kindheit und Jugend verlebte sie in Mühldorf am Inn. Schon im Elternhaus und auch später arbeitete Eva Leidmann als Kellnerin. Erste Schreibversuche notierte sie auf ihrem „Bierblock“. 1906 heiratete sie Franz Mühlberger, einen Bierbrauer. 1908 zieht sie nach München. 1917 lässt sie sich scheiden und wechselt nach Hamburg. 1931 geht sie mit dem Kaufmann Hugo Schmidt erneut eine Ehe ein, die jedoch nur bis 1934 hält. In Hamburg sieht man sie am Theater und im Kabarett, sie arbeitet auch als Journalistin für die Hamburger Illustrierte. 1932 erschien Leidmanns erster Roman Auch meine Mutter freute sich nicht – die Fehltritte eines bayerischen Mädchens, an dem sie drei Jahre gearbeitet hatte. In der Zeitschrift Simplicissimus wird das Buch als das Werk einer Autorin gewürdigt, die „die Seele dieses bajuwarischen Volkes“ gut kennt. Gewürdigt wird auch der „Verzicht auf den missverstanden, verkitschten Typ der üblichen Art“.
1933 erscheint der Roman Wie man sich bettet. Darin schildert sie den Abstieg einer Münchner Kellnerin zur Prostituierten, der in ihrer materiellen Not weder eine Abtreibung noch das Hergebenmüssen eines weiteren Kindes in andere Hände erspart wird. Beide Romane von Eva Leidmann, so schreibt Ina Kuegler in der Süddeutschen Zeitung, seien autobiographisch gefärbt und befassten sich mit dem schweren Leben von Dienstmägden, Biermädeln und Kassiererinnen.
Die Schilderungen von „unehelichen Kindern, entwurzelten Bauernmädchen und schwer schuftenden Kellnerinnen“ widersprachen den nationalsozialistisch-idealisierten Vorstellungen vom Bauernstand, weshalb beide Romane auf die Liste der verbotenen Bücher gesetzt und am 10. Mai 1933 verbrannt wurden. So zunächst arbeitslos geworden, fand Leidmann von 1934 bis 1938 ein neues Auskommen als Drehbuchautorin bei der UFA. Sie verfasste – teils in Zusammenarbeit mit den Regisseuren – acht Drehbücher, die allesamt verfilmt wurden. Mit Ausnahme des Films Land der Liebe, der von Joseph Goebbels als „ganz unausstehlich“ bezeichnet wurde, waren diese Filme vorwiegend leichte Unterhaltung. Die Drehbucharbeit scheint zu einigem Wohlstand geführt zu haben. Eva Leidmann konnte sich 1938 ein kleines Haus in Berlin-Michendorf leisten. Allerdings war es ihr verwehrt es noch zu bewohnen. Sie starb 1938 mit 49 Jahren in Folge einer Blinddarmoperation.

## Werke
- Auch meine Mutter freute sich nicht : Die Fehltritte eines bayrischen Mädchens. Berlin : Zinnen, 1932
- Wie man sich bettet. Berlin : Zinnen, 1933. Nachdruck 2013 in der edition phoenix (Frankfurt: Westhafen Verlag, ISBN 978-3-942836-03-6).
- Ein Mädchen geht an Land : Roman. Berlin : Buch- u. Tiefdr. Ges., 1935, zweite Auflage 1939, dritte Auflage 1943
- Hoppla : Ein Schnadahüpferl-Abenteuer. Mit bunten Aquarellen von Erwin Espermüller. Hamburg : Broschek, 1936
- Glückskäferlein. Erzählungen. Zeichnungen von Walter Dreesen, Hamburg : Broschek, 1937

## Drehbücher
- 1934 Freut Euch des Lebens (1934)
- 1934 Pechmarie
- 1936 Das Mädchen Irene
- 1936/1937 Die Kreutzersonate
- 1937 Land der Liebe
- 1937 Fanny Elßler
- 1937/1938 Zwischen den Eltern
- 1938 Ein Mädchen geht an Land